# 太子站襲擊事件一週年示威
太子站襲擊事件一周年示威，是反對逃犯條例修訂草案運動中的一次示威活動。是831事件一周年的紀念的國際活動，多地包括香港、中華民國、美國、加拿大、日本皆有示威。在香港，當天中午開始有市民陸續到太子站B1出口外獻白花。而海外多個港人居住的國家也有紀念活動。

## 背景

### 太子站襲擊事件
2019年8月31日，警方在港鐵太子站無差別襲擊市民，當天警方衝入車箱，並使用胡椒噴霧等武器進行襲擊乘坐地鐵回家的市民。曾被流傳指在事件中喪命、名為「韓寶生」的王茂俊在8月30日在社交媒體發布片段指自己只是流亡英國尋求庇護，稱他被控的暴動等8項罪名只是警方誣枉，之前不公開只是不希望幫助警方進行調查，希望香港人能繼續追尋事件真相；其後他又出席31日倫敦的集會，希望香港人明白即使他身處外地仍能延續抗爭。

## 香港示威

### 過程

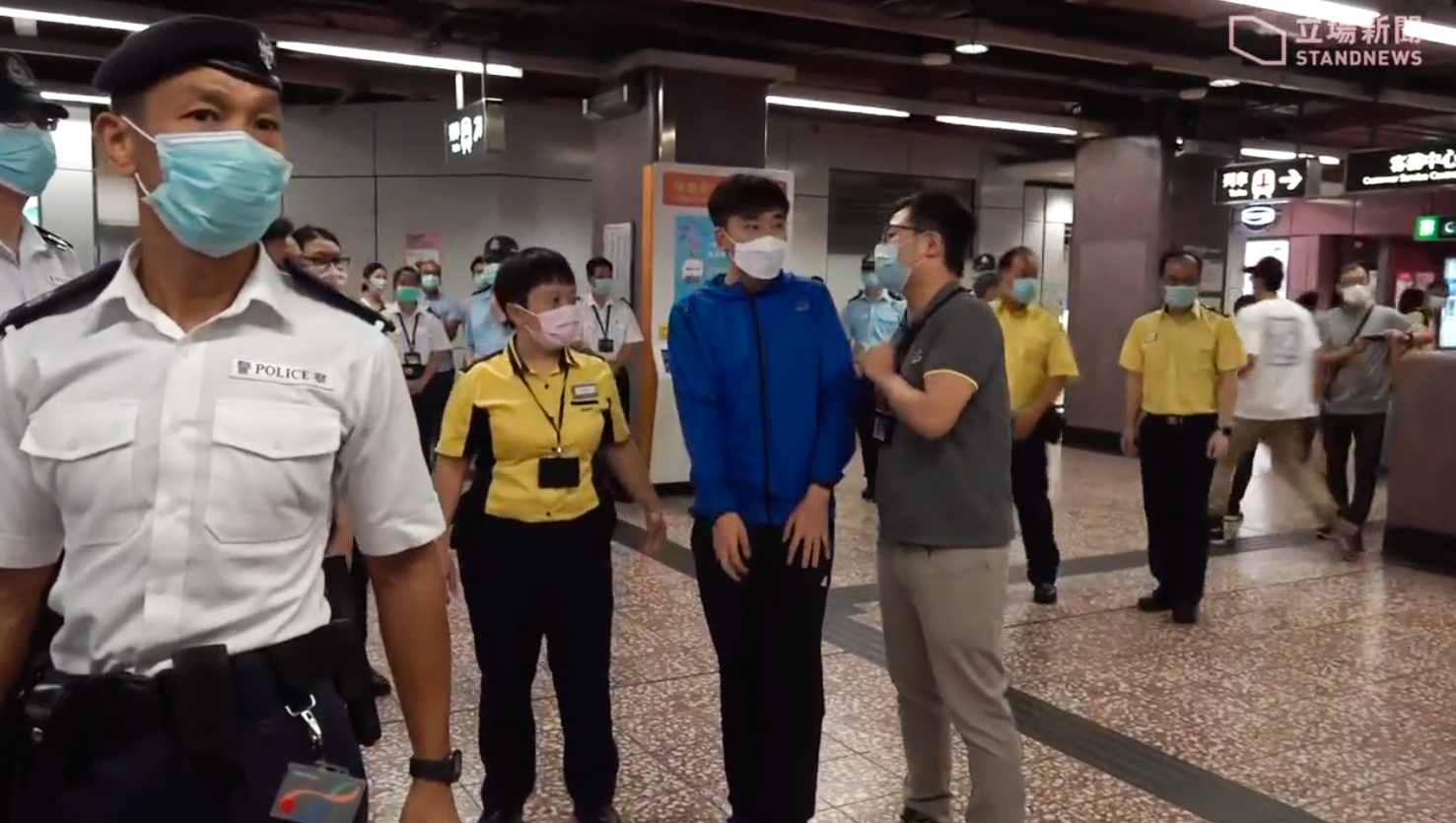
下午約1時，「Lunch哥」David在太子站大堂抗議不足一分鐘，被多名港鐵職員包圍，之後被票控違反港鐵附例

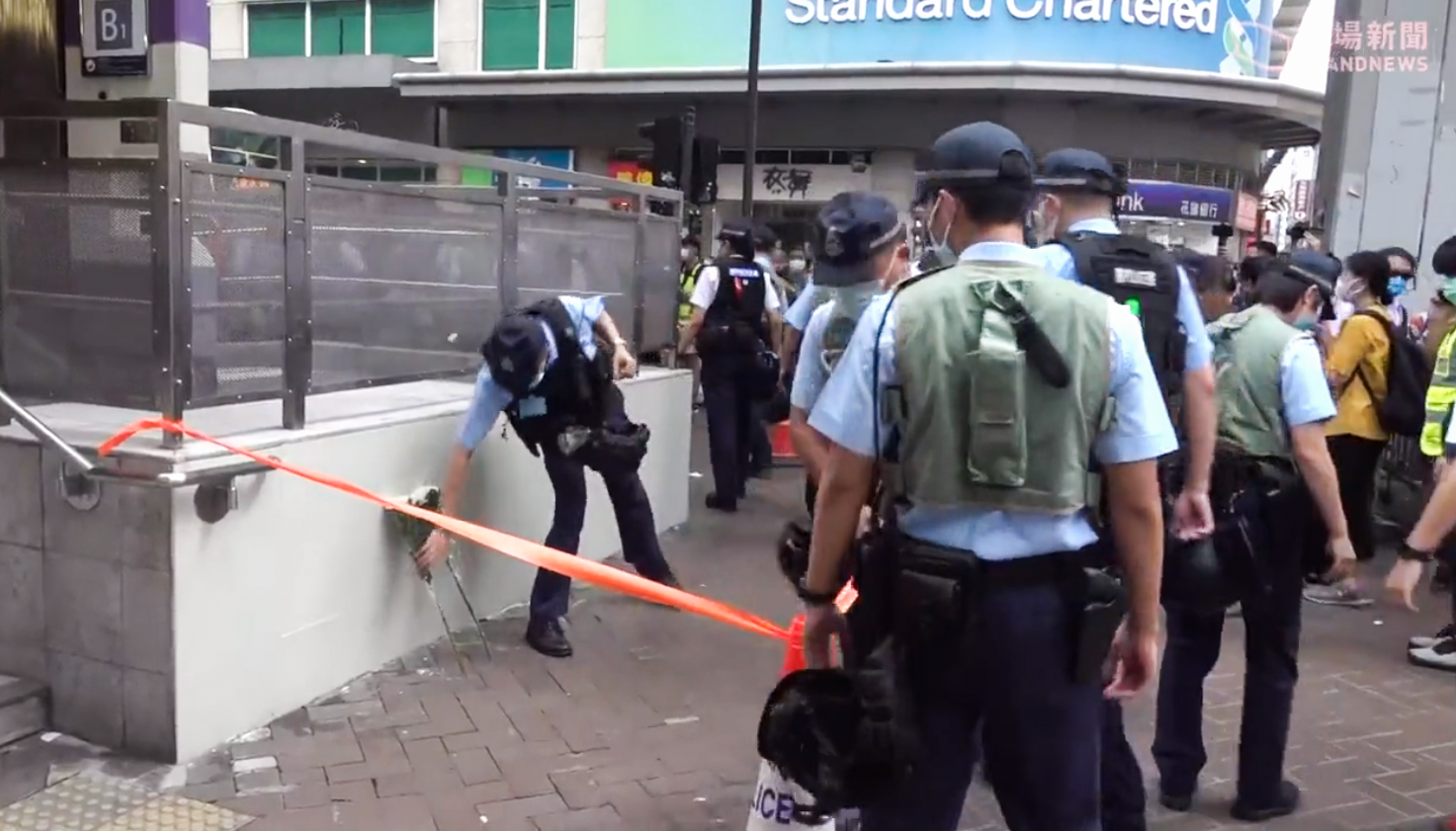
大批警員將市民擺放的白花清走，並拉起封鎖線駐守

#### 市民在太子站外獻花
中午12時半，開始陸續有人到太子站B1出口外獻花，警員之後曾拉起大範圍封鎖線，讓市民無法靠近。而記者也規定只能在指定區域進行拍攝和採訪。有市民轉至C1出口及警署近通菜街位置擺放花束，警員將花清走。社工呂智恆在出口外朗讀聖經期間，警員以站外擺放12支鮮花為由，被票控「亂拋垃圾」。之後站外再有市民獻白花。警方同時發出廣播，要求到場獻花的市民立即取走，否則作出檢控並罰款1,500元。港鐵清潔工亦多次到場清走鮮花。

#### Lunch哥在站內一人抗議被港鐵票控
下午約1時，「Lunch哥」David在太子站大堂舉起「五大訴求，缺一不可」手勢，並默哀一分鐘。期間被多名港鐵職員包圍和要求離開。最後他被票控違反港鐵附例，認為他在港鐵範圍內滋擾其他乘客。之後David走到B1出口外示威，並就8.31事件質問在場警員，但未有回應。而旺角警署內的女警開咪警告，要求他立即離開，否則會作出檢控，David進入警署報案室內。同一時間，警方驅散在場記者，用橙帶圍封B1出口。市民改到對面馬路的路口獻花。

#### 市民在太子一帶聚集
下午3時至4時，大批警員將市民所擺放的白花清走，並拉起封鎖線駐守。下午約5時，防暴警員到太子和旺角一帶，截查多名在場市民，其中一名不足18歲的少年，截查後被警方帶返旺角警署。有手持白色鮮花的長者被警員認為未有戴好口罩，女警員警告後被兩名警員拉入旺角警署。
直至傍晚接近6時，開始有市民聚集。

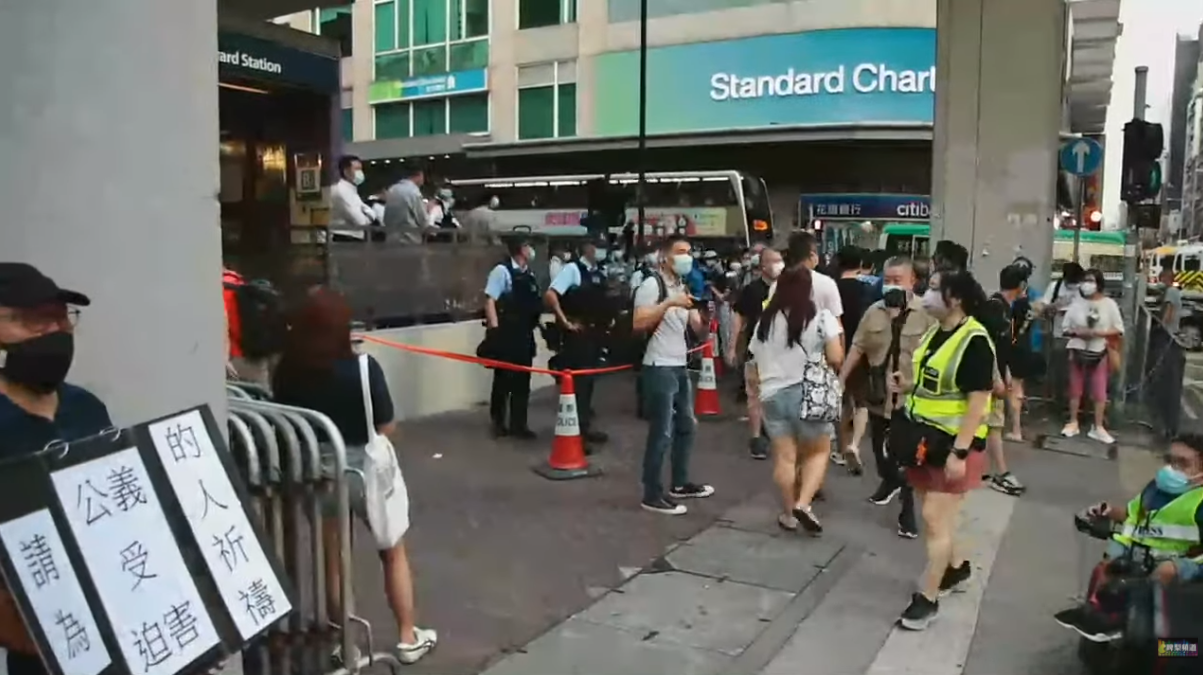
有市民在B1出口外抗議，希望為受逼害的人祈禱
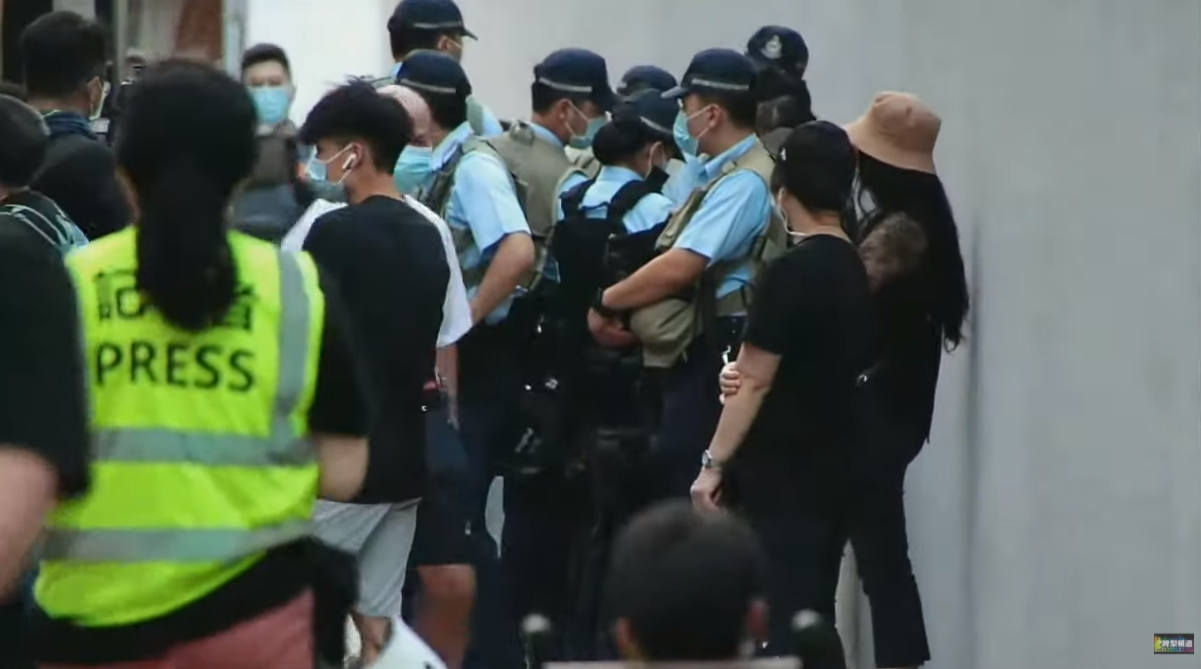
多名市民在旺角警署外被截查
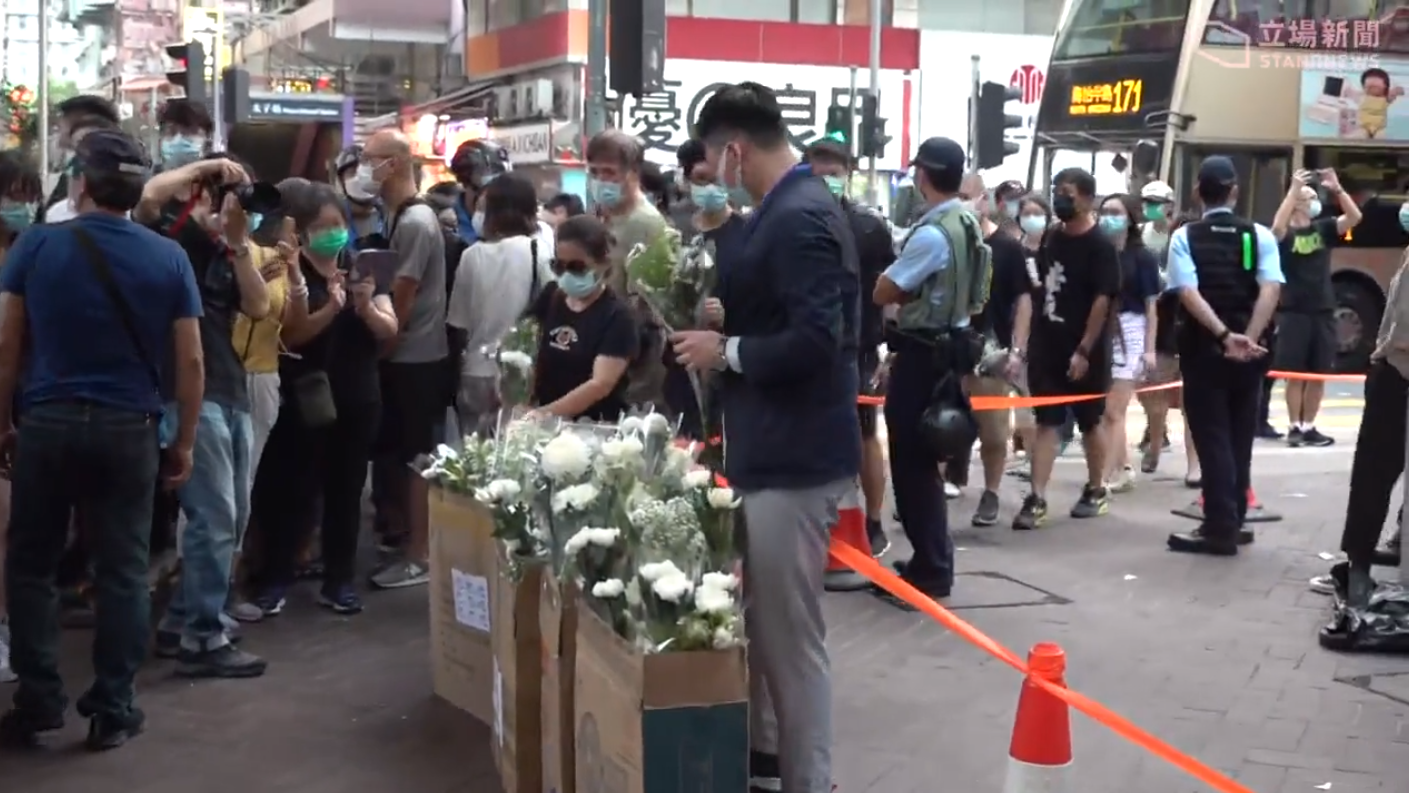
有人將鮮花轉交站在太子站出口的區議員
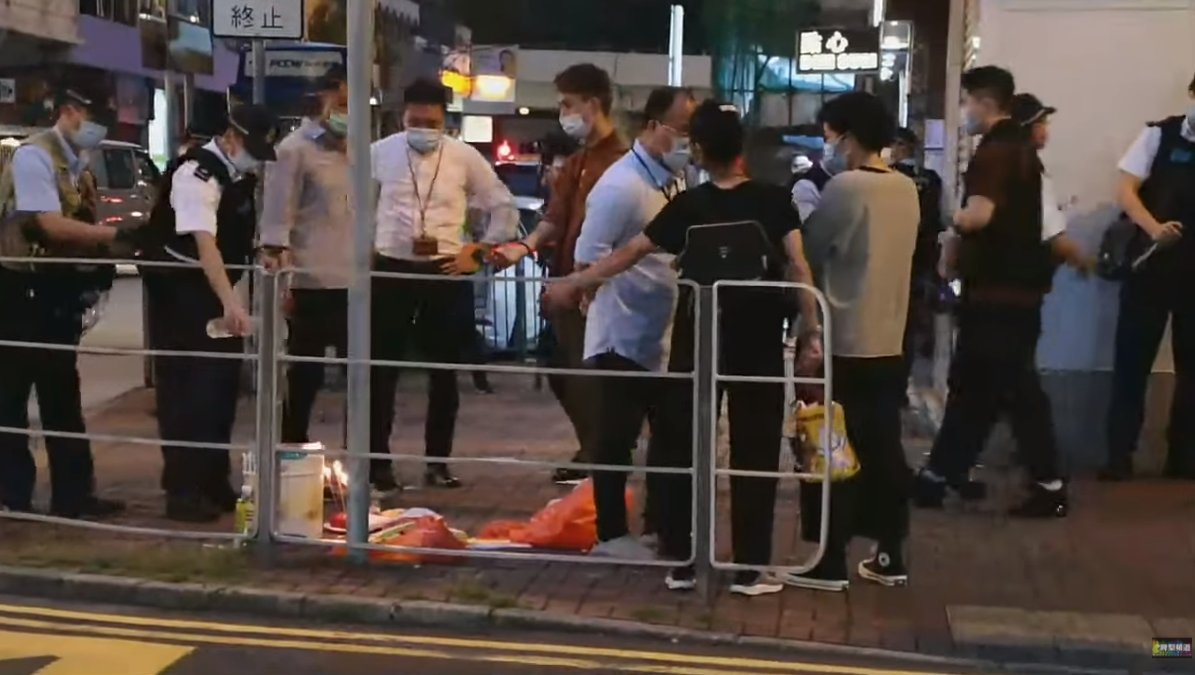
傍晚，有市民在街上燒衣，被警員阻止

#### 警員在太子一帶驅散

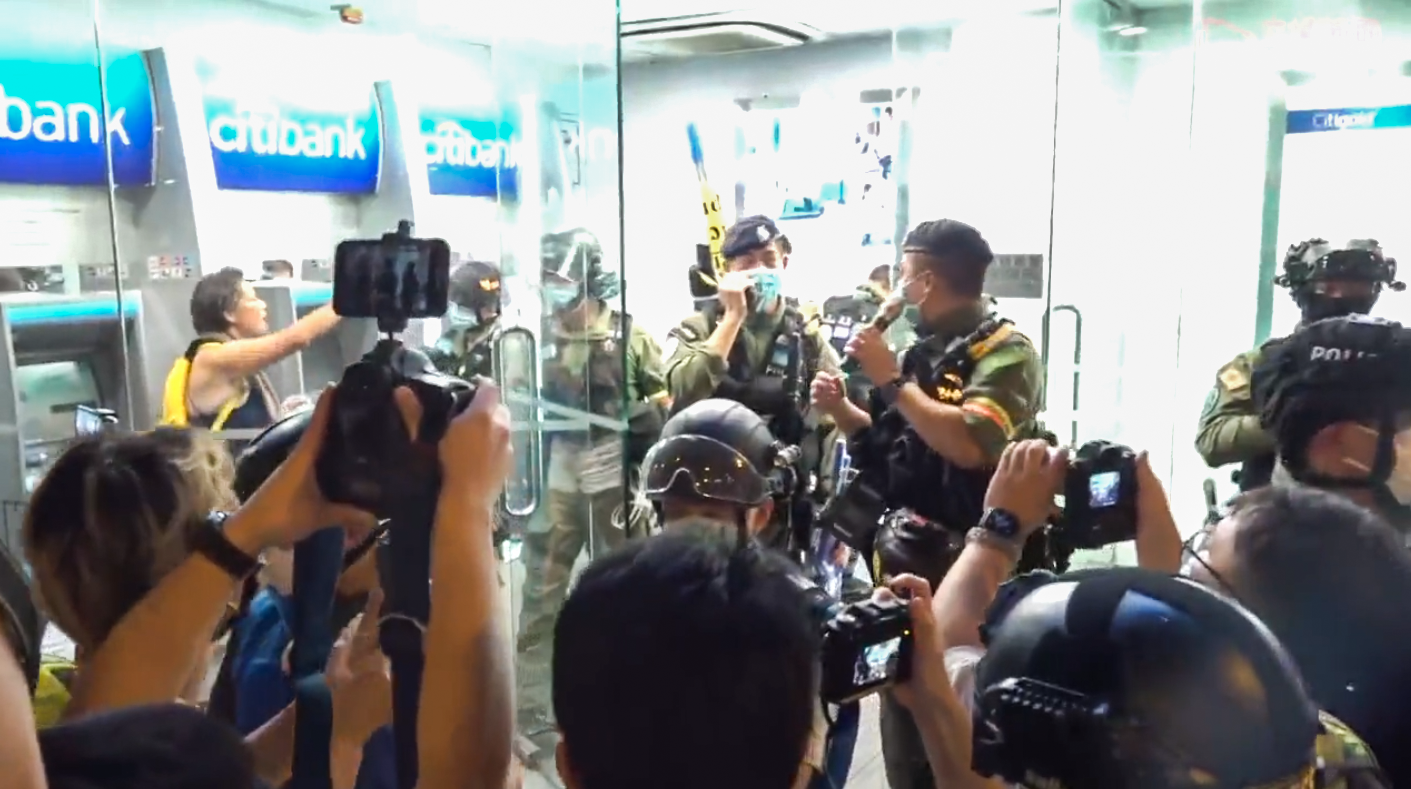
一名身穿黑衣和黃色背包的女士與防暴警員理論

晚上7時，有數十人高叫口號。而太子站對出的花旗銀行外，一名身穿黑衣和黃色背包的女士與防暴警員理論，之後女士進入銀行內時與一名警員跌倒地上。大批警員上前增援並舉起藍旗。而市民在行人路高呼「光復香港 時代革命」、「香港獨立 唯一岀路」等口號。近8時，警方舉起紫旗警告在場人士叫的口號已違反港區國安法。現場人士不斷起哄。到7時23分，10多名市民在西洋菜南街近始創中心位置路過時，突然有多名防暴警員跑到該處進行截查，並拉起大範圍封鎖線，要求市民離開。他們被查近 20分鐘後獲釋，警方隨後只警告他們可能違反限聚令，無發出告票。其後警員到水渠道一帶戒備，並要求水渠道休憩處逗留的市民離開。到晚上8時半，再有警員推進至始創中心，有警員一度走入商場入口，將一名外籍人士強行拉出商場外截查。部分警員往弼街推進，指在場人士可能違反限聚令，命令巿民盡快離開。

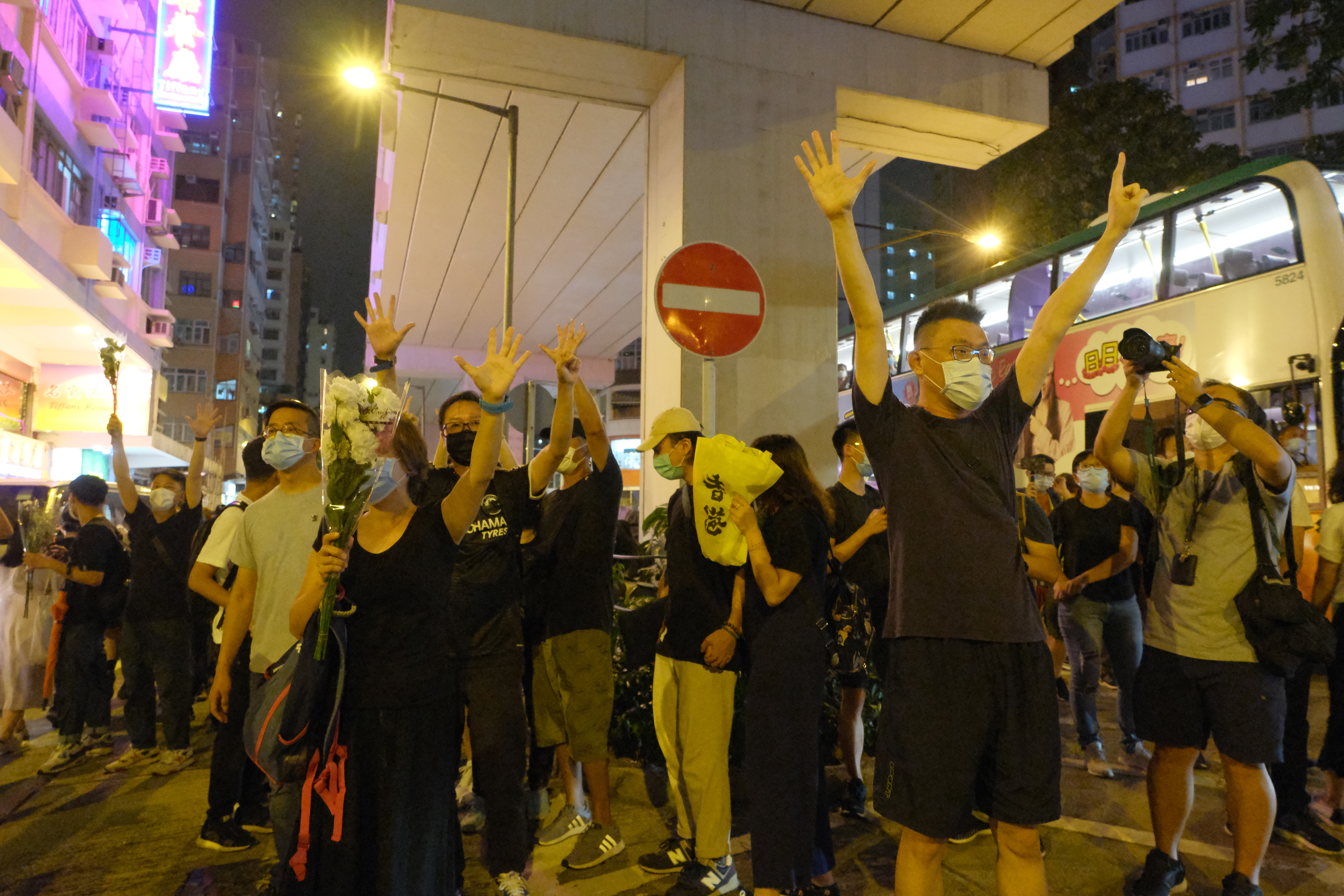
市民在行人路舉起「五大訴求 缺一不可」手勢
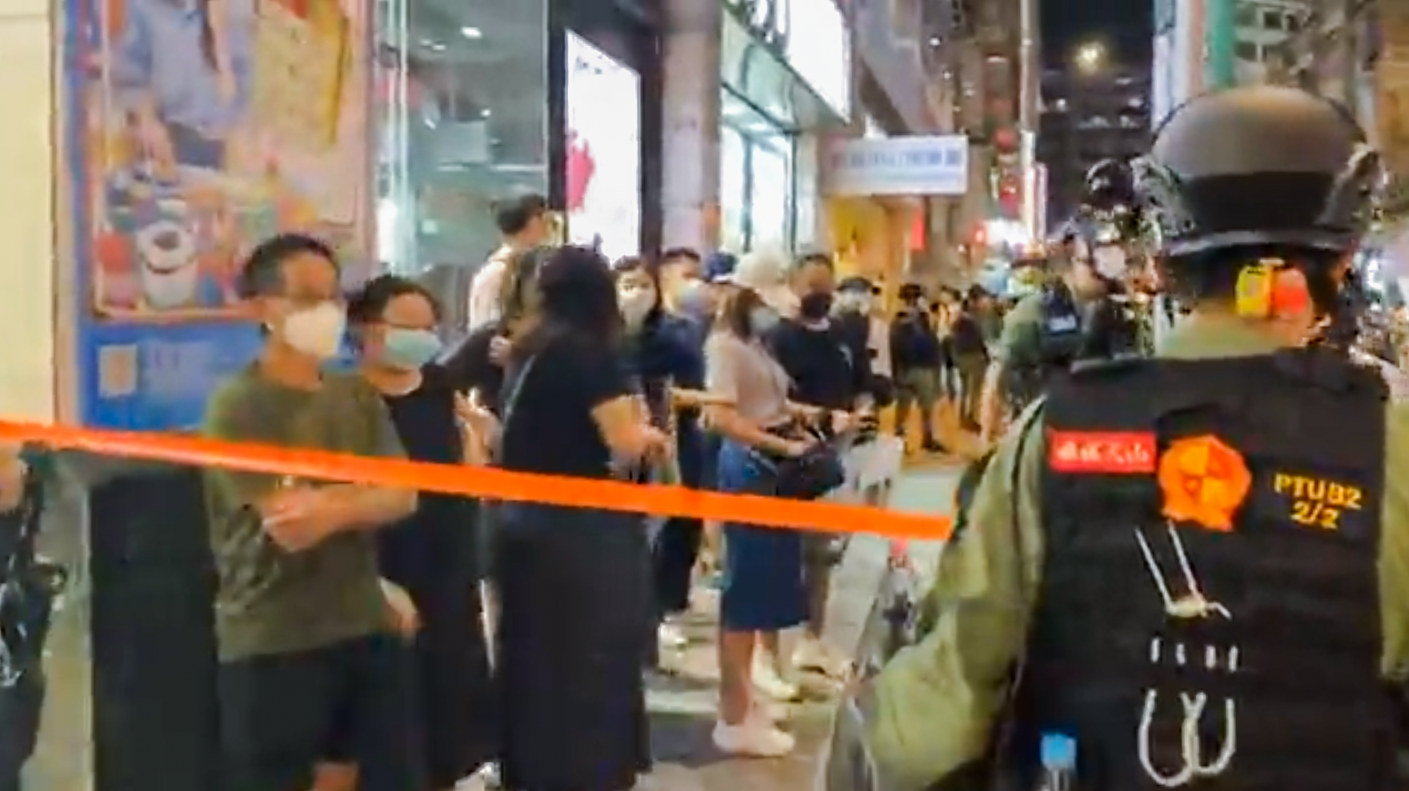
7時23分，10多名市民在西洋菜南街近始創中心位置路過時，突然有多名防暴警員跑到該處進行截查
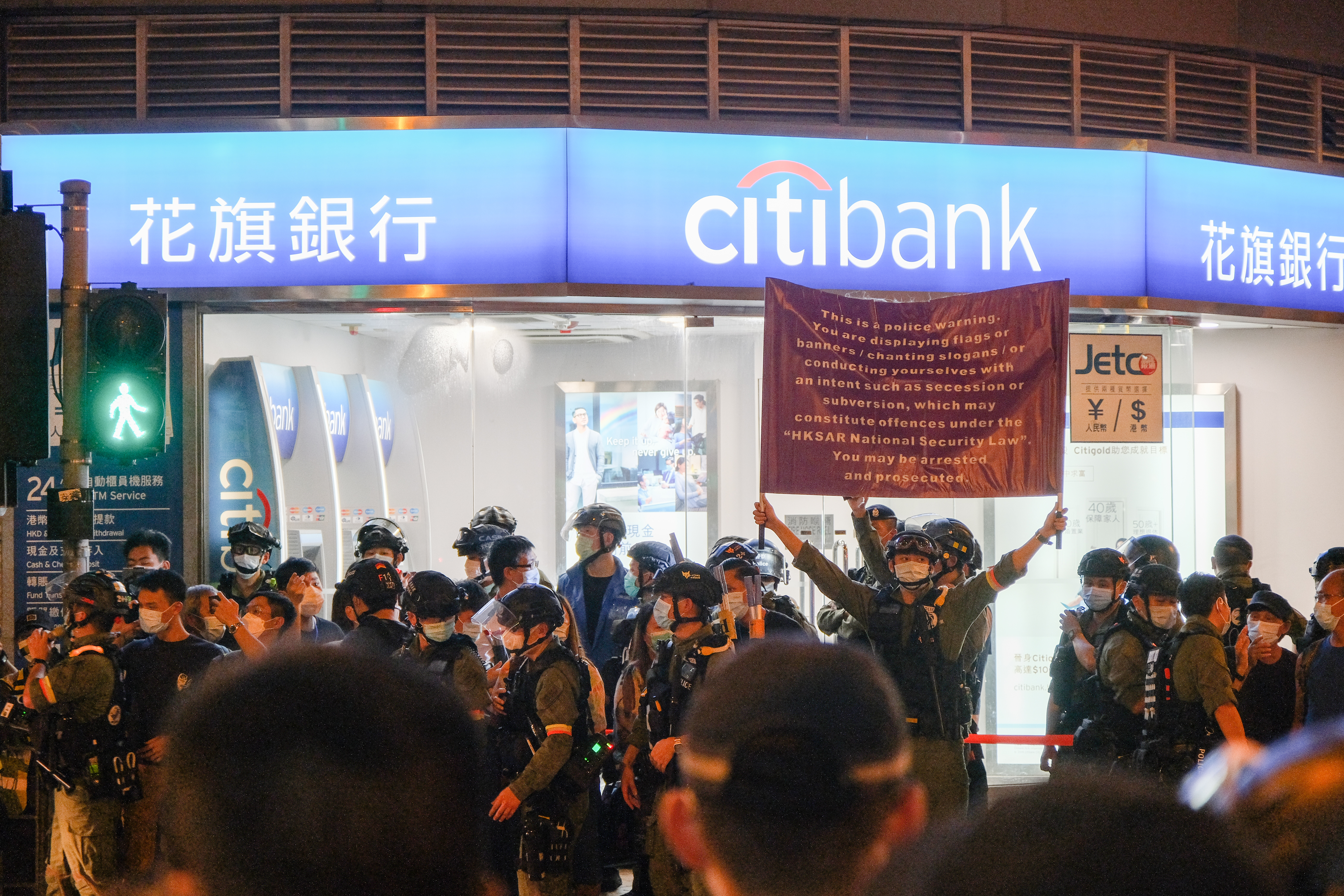
近8時，警方舉起紫旗警告在場人士叫的口號已違反港區國安法
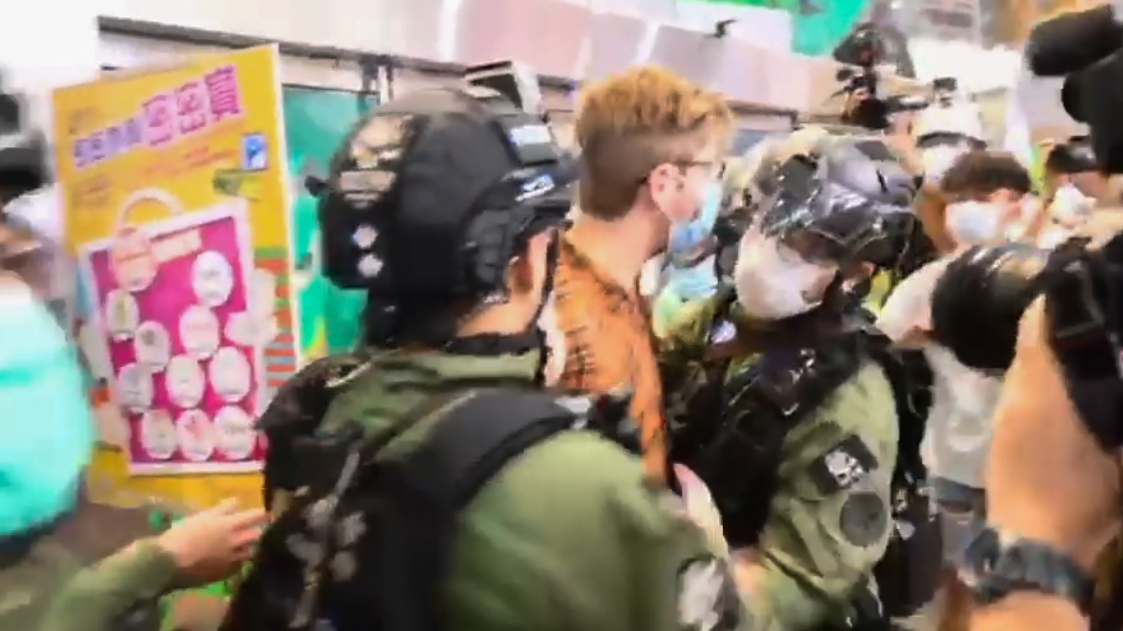
防暴警員一度走入商場入口，將一名外籍人士強行拉出商場外截查

#### 警員走入旺角驅散和截查多人

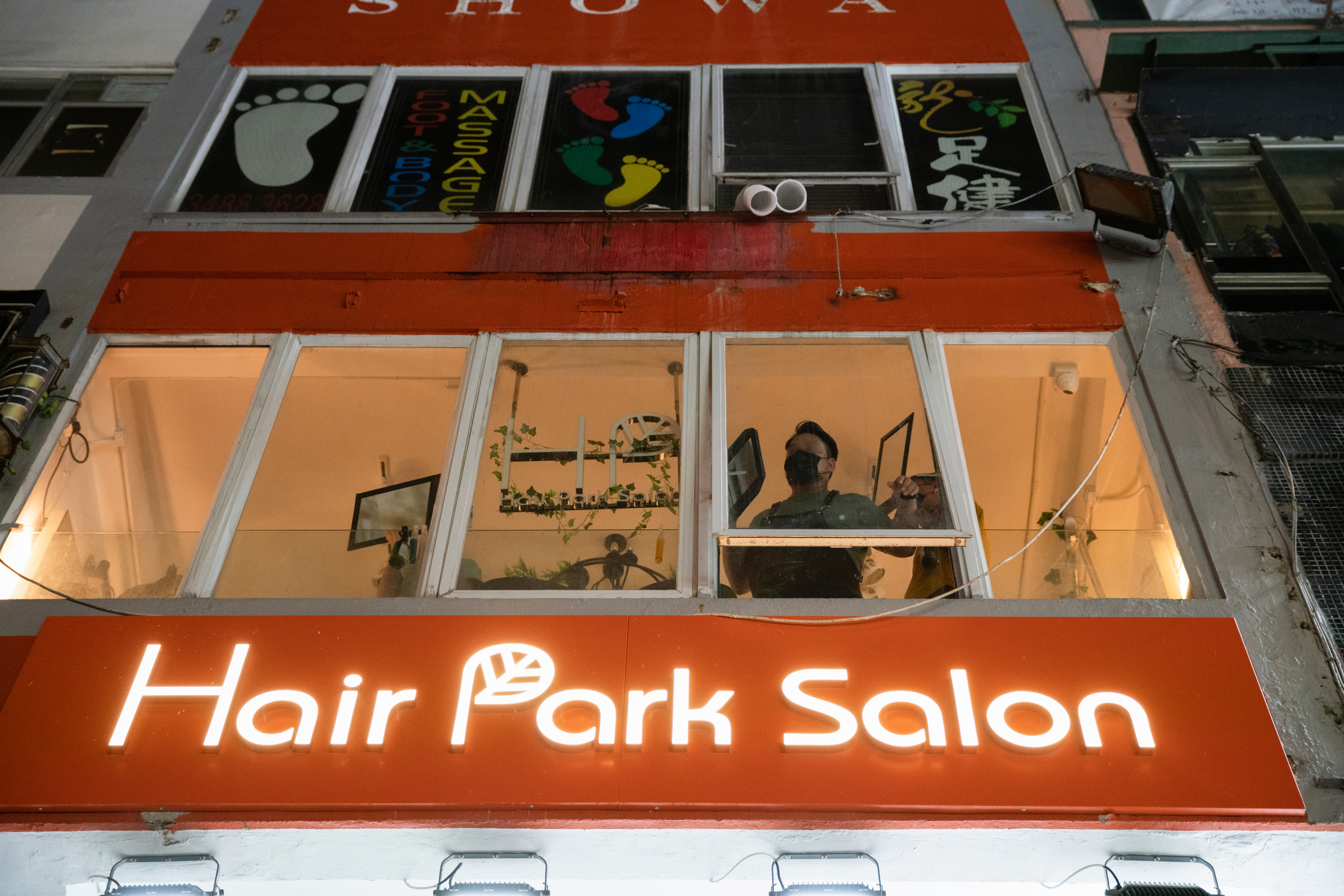
在西洋菜南街樓上的髮廊職員不希望被警員的強光照傷，而舉鏡遮擋

8時48分，示威者在西洋菜南街近旺角道，在路中心放雪糕筒堵路，令車輛未能通行。其後警方把一名男子拘捕，附近也有8名市民被包圍截查，之後被拘捕。數分鐘後，數名便衣警員衝上旺角道天橋制服一名男子壓在地上，其後大批防暴警員也衝上天橋，禁止市民進入，並向西洋菜南街位置舉藍旗，要求在街上聚集的市民離開。
9時20分，一批防暴警員突然由旺角道快速衝入西洋菜街和快富街位置，於行人路截停多名市民進行搜查，有市民在搜查期間被警員要求解鎖手機進行檢查。部分警員在花園街扣查數名市民後，有人雙手被索帶綁起。
到晚上9時45分，大批警員從南北兩面包抄西洋菜南街，有警員用強力電筒照向前方時，有樓上的髮廊職員不希望被強光照傷，而舉鏡遮擋。此舉引起防暴警員感到不滿和非常激動，使用胡椒球槍瞄準髮廊的方向。窗口玻璃被打中，留下胡椒球彈跡。警員清場期間要求記者出示記者證，稱沒有警方認可的記者證或並非記者，將要接受警方搜查及票控。同一時間，一批警員在山東街拉起封鎖線，之後沿西洋菜南街向太子方向推進，大批記者及市民被包圍。

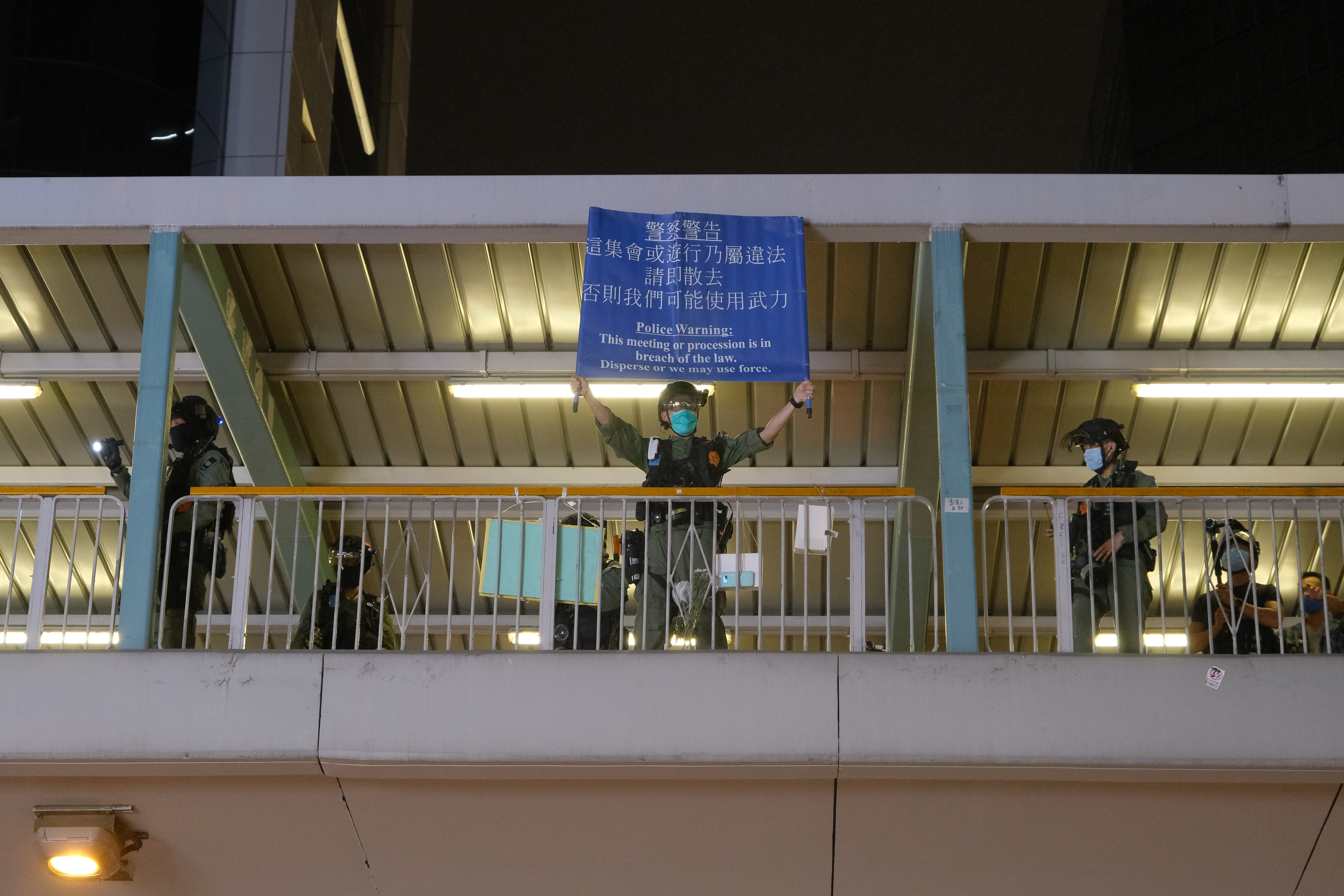
防暴警在旺角道天橋舉藍旗，要求在西洋菜南街聚集的市民離開
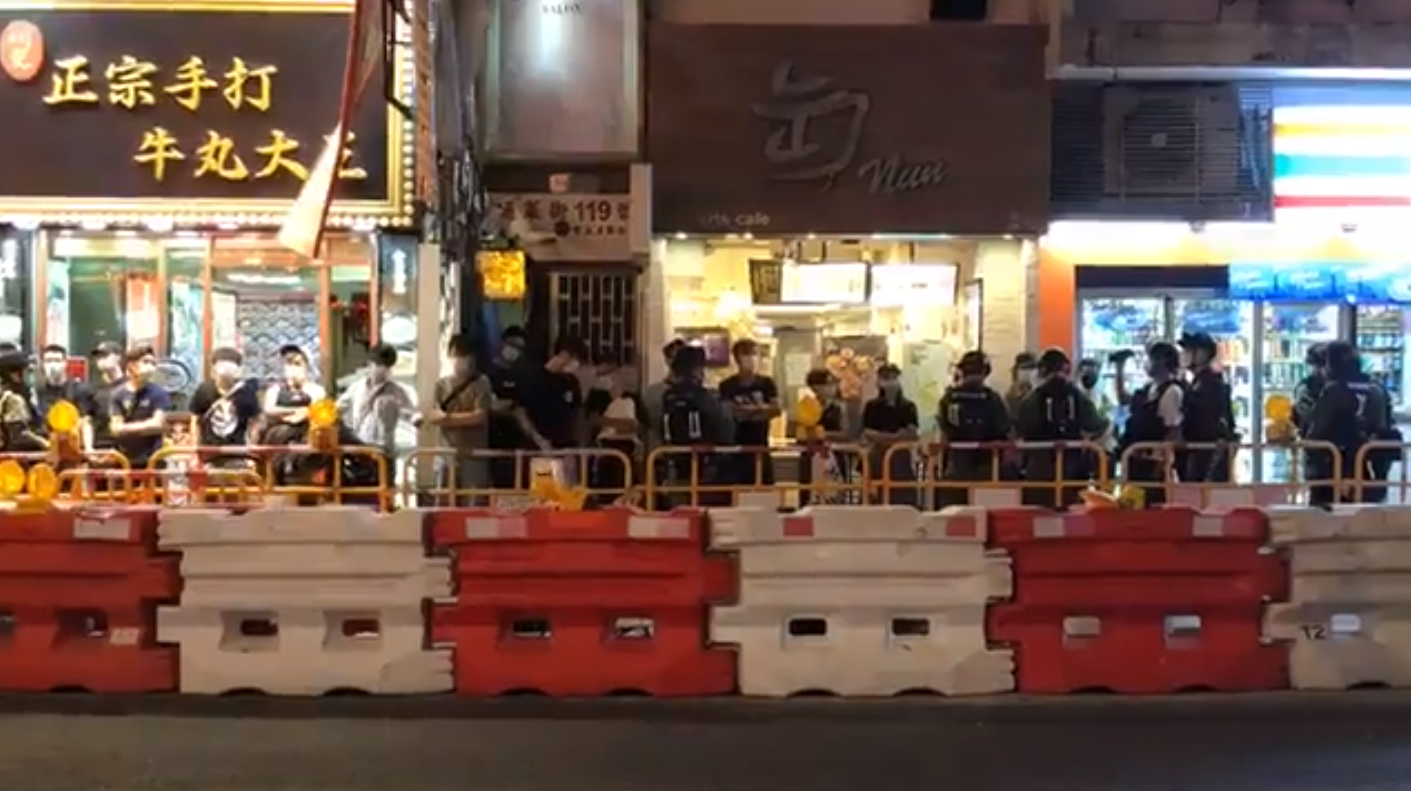
通菜街有多名市民被等候截查
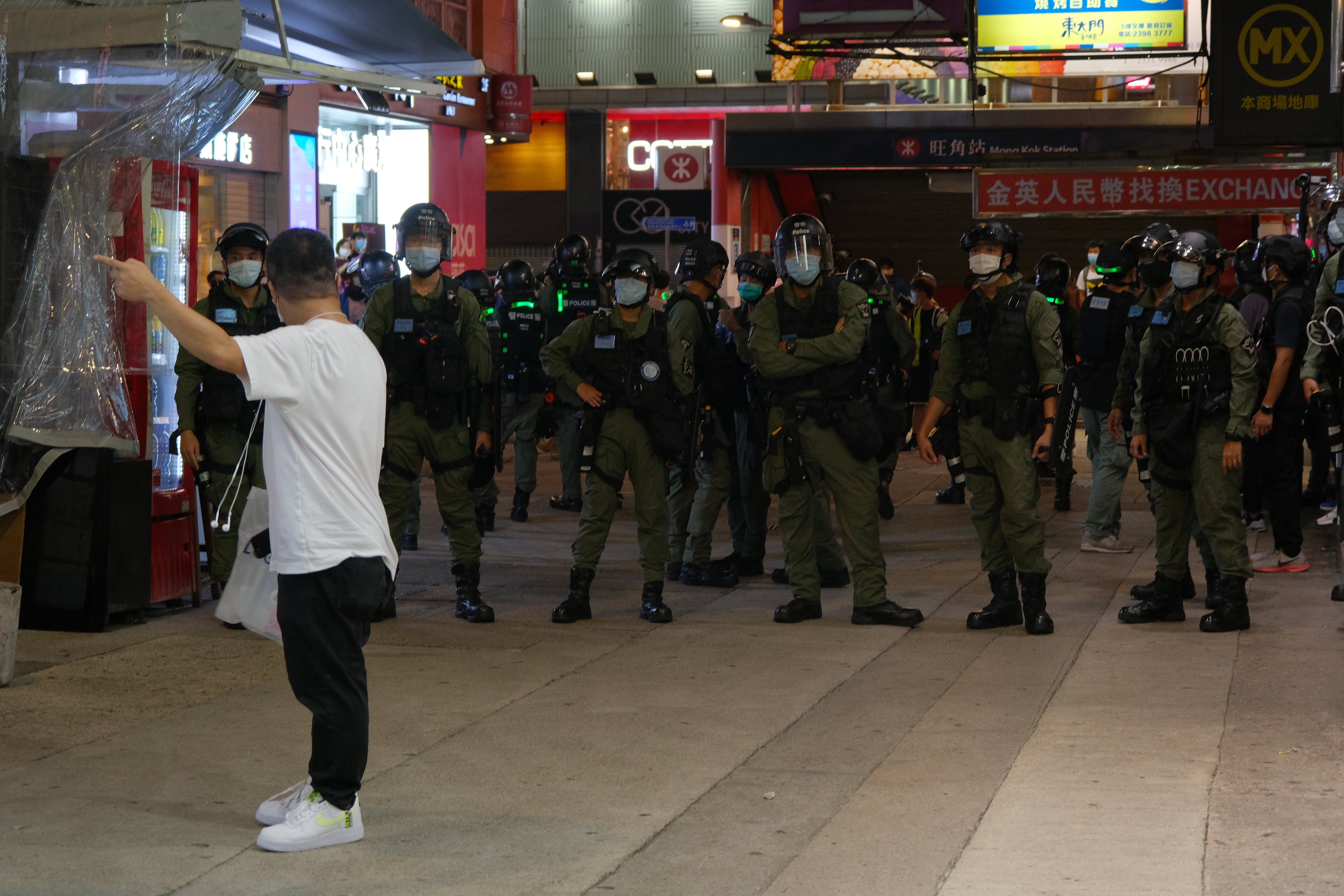
大批防暴警員封閉往港鐵旺角站出口
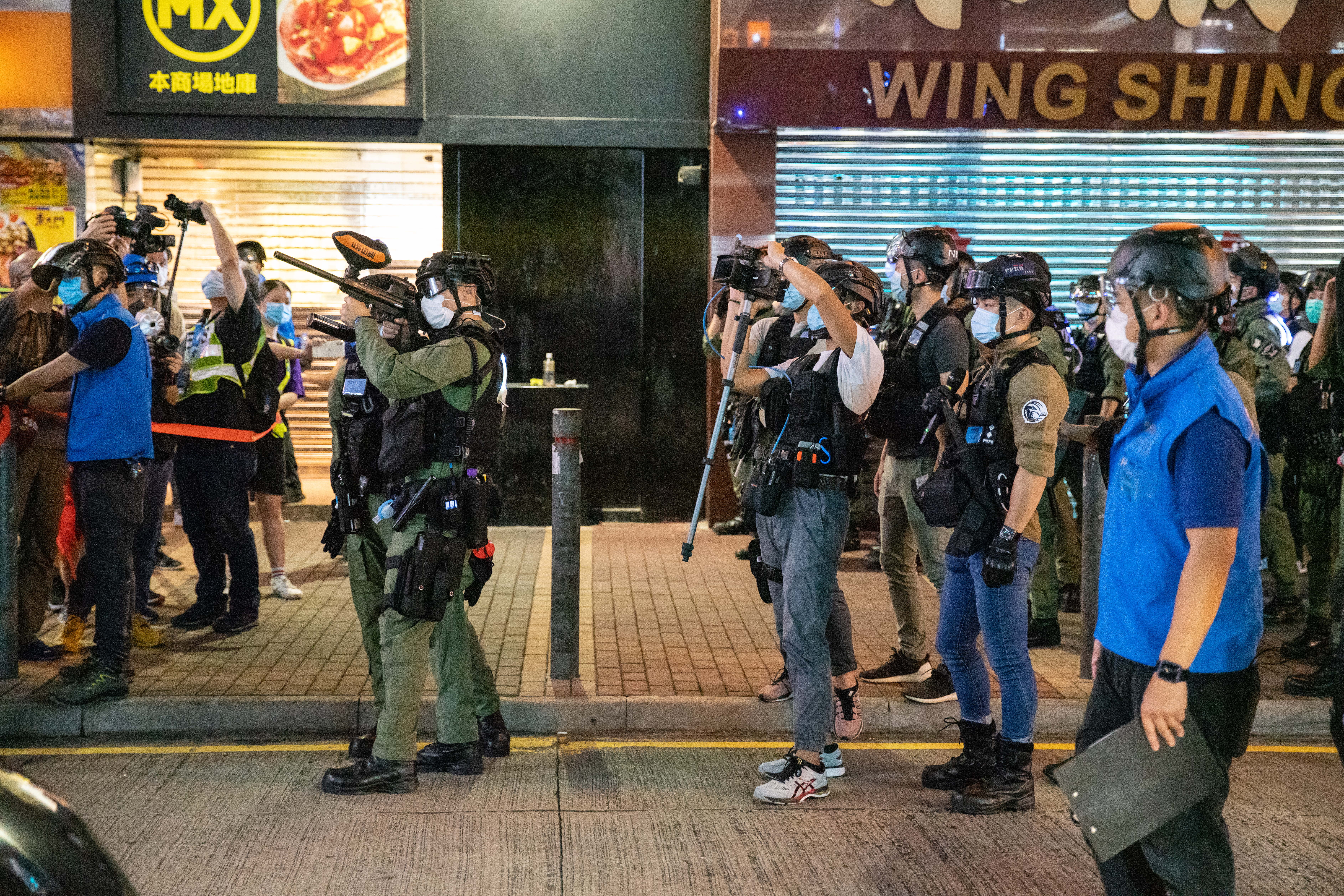
防暴警員對樓上的髮廊職員感到不滿，使用胡椒球槍瞄準髮廊的方向

#### 多名警員制服一名孕婦和情侶

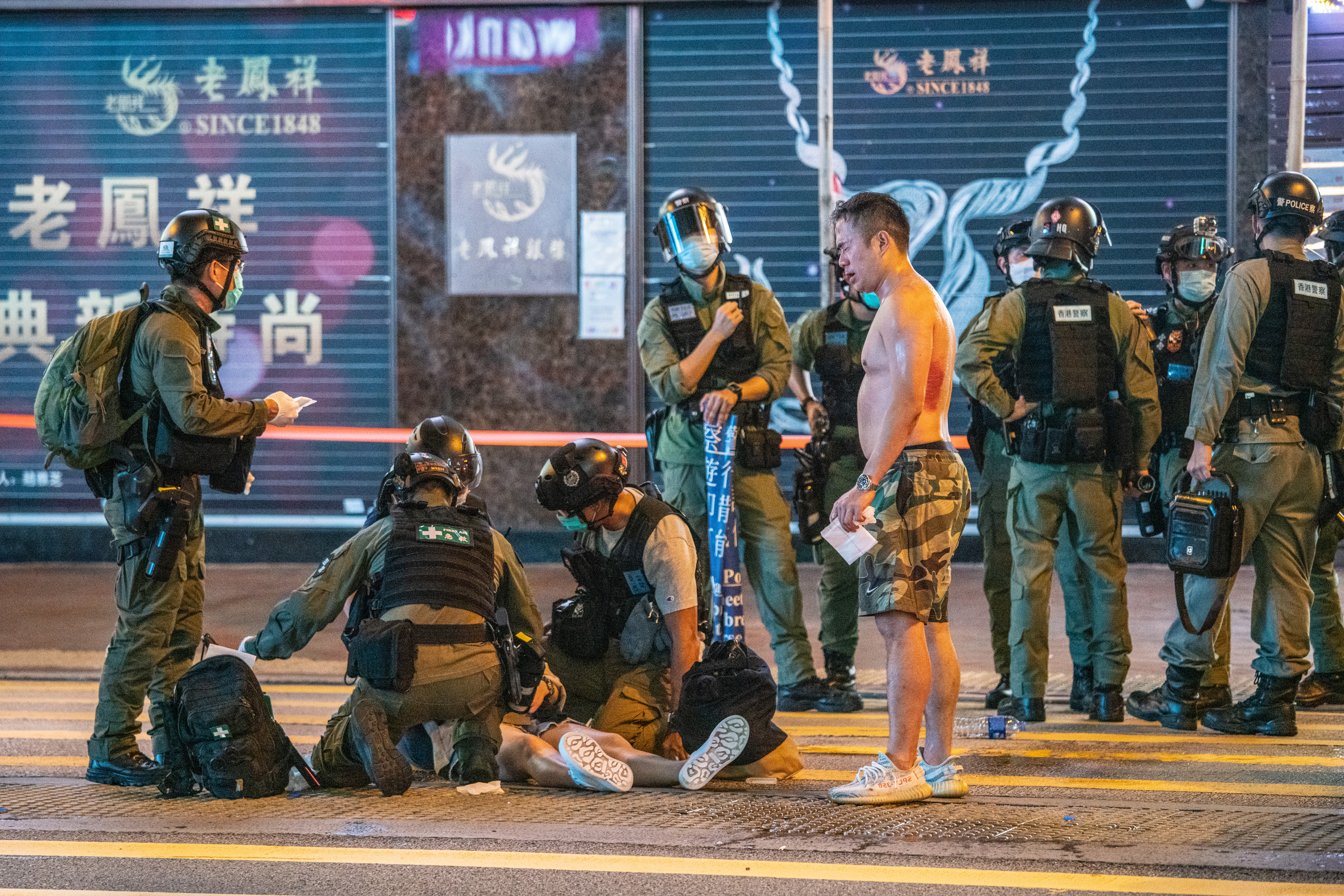
一名孕婦過馬路期間突然被多名警員推到在地上，其丈夫頸部有大片傷痕，手背、手臂於被制服期間亦有被打傷，事後涉嫌《在公眾地方行為不檢》被捕

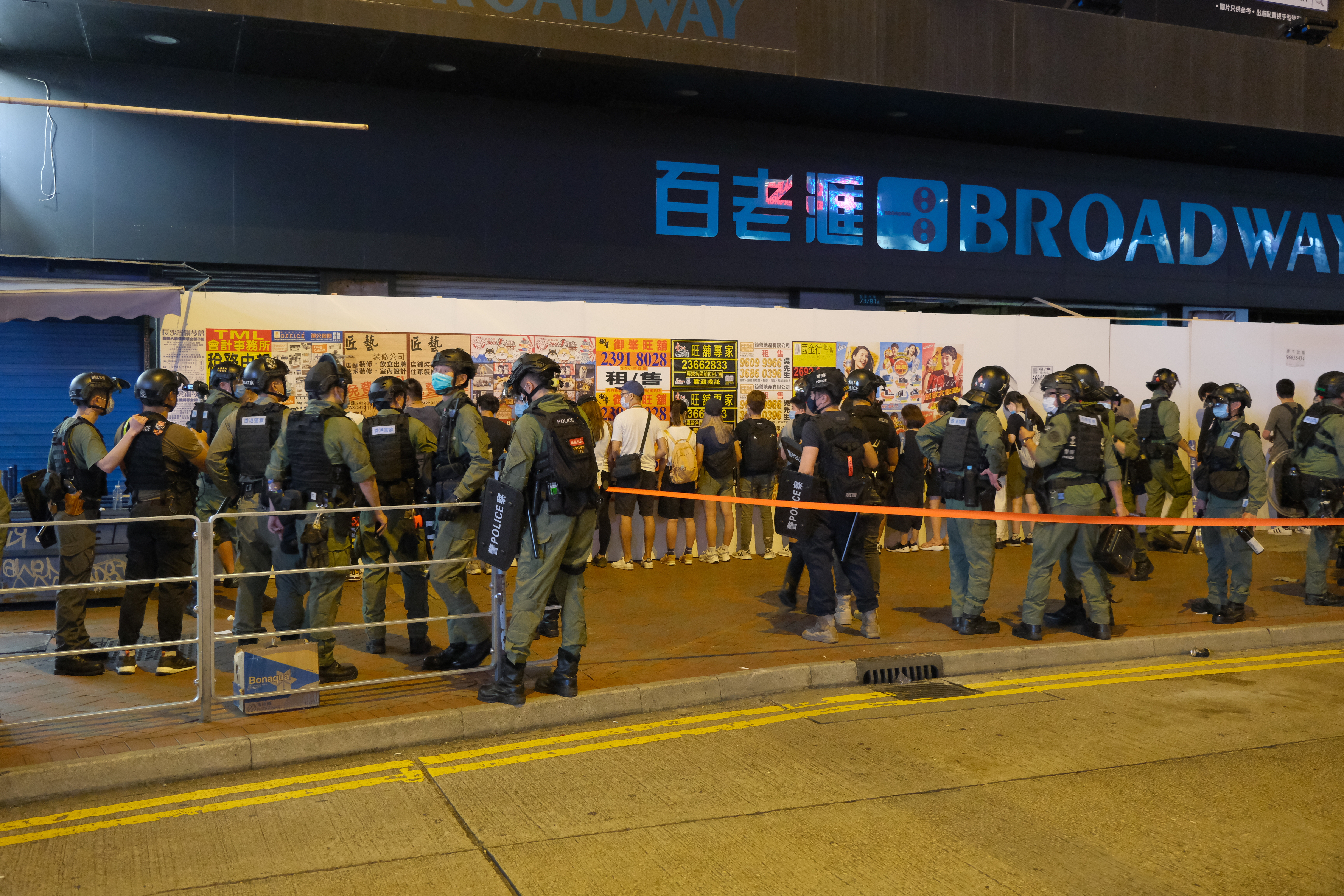
30多名市民在西洋菜南街百老滙外被防暴警員截查

晚上10時05分，警方推進至亞皆老街一帶，一名孕婦過馬路期間突然被多名警員推到在地上，並施放胡椒噴劑感到不適。其丈夫情緒激動上前與警察爭執後亦「中椒」，隨即大批傳媒包圍，令情況混亂。男方疑不滿懷孕妻子被警員撞倒，遂指罵警員，其後有防暴警上前拘捕，雙方發生拉扯。有救護員要求協助但被警員拒絕。防暴警其後為孕婦作初步治理。孕婦到10多分鐘後才被送上救護車往廣華醫院治理，情况穩定。而丈夫事後涉嫌《在公眾地方行為不檢》被捕。警方事後在facebook表示其後才發現該名女子為孕婦，對她表示慰問。 到2021年1月，油尖旺區議會副主席余德寶指丈夫收到通知，警方不會落案起訴。但同時指基於警察投訴科的成效有限，未必會投訴。到懷孕妻被警推跌事件發生一週年當日，余德寶引述丈夫近況，指女兒已經健康成長。
孕婦送上救護車後，高登討論區的記者拍攝到在亞皆老街的防暴警員突然衝向旺角站D3出口拘捕一對情侶￼，期間女方的上衣被警員扯開，露出上身私人部位。而同一時間，警方推進至山東街、西洋菜南街一帶，期間截查40名已穿上黃背心的記者，有記者被指是非警方認可媒體而遭票控。
晚上10時半，防暴警在旺角站近銀行中心出入口外，以及在西洋菜南街百老滙外截查約30多人，其中一人不適倒地，需要戴上氧氣罩，之後又有另一名被截查人士倒地。警員也衝入旺角銀行中心的東亞銀行內截停搜查網媒記者和正在提款的市民。

### 被捕
警方表示，當晚旺角及太子一帶有人羣集結及叫囂。有15人被捕，包括9男6女，年齡介乎16至60歲，分別涉嫌非法集結、襲警、縱火、藏有仿製槍械及公眾地方行為不檢。包括一名17歲的男記者。另外，共174人涉嫌違反限聚令、2名男子違反口罩令；和6名市民被指違反《定額罰款(公眾地方潔淨及阻礙)條例》而被票控。
2020年12月16日，油尖旺區議員林兆彬指，防暴警在旺角亞皆老街推倒一名孕婦期間，一名緊張孕婦安危的女途人被警方上門拘捕，指她涉嫌於今年8月31日阻差辦公，到晚上才獲准保釋。區議員直斥警方濫捕，「賊喊捉賊」。

## 法庭案件
30歲侍應被指在太子水渠道與西洋菜南街的一個公園內，用火機燃燒一條橙色封鎖帶，之後被控企圖縱火罪。被告作供時指曾遭3名警員毆打和遭2名警員誘使簽署文件。但法官指其說法不合理，認為被告沒可能未了解清楚便簽署文件。而辯方求情時透露，被告在多年前曾經進行性別重置手術，被告父親亦患有末期腸癌。加上案發現場中無人受傷，亦沒有物品被損壞，希望能夠判處較短的監禁刑期。不過裁判官李志豪判刑時形容「冇乜特別求情因素可言」，認為被告是為了挑起在場人士情緒，最後判處監禁6個月。

## 海外活動
海外多個香港人居住的國家均有發起相關紀念活動，聲援香港和紀念事件。

### 加拿大
組織溫哥華關注香港、加拿大香港聯盟、思政學陣、溫支聯等團體，傍晚在卑詩省列治文時代坊站地面舉行燭光晚會，有約200人參加。組織在該處設立了四個區域，包括設置了一個大型的太子站模型，安息角落，療傷區和希望牆。其中在太子站模型擺放了香港特首林鄭月娥和香港警務處處長鄧炳強的照片，而中間則有香港民主女神像雕塑。而安息角落擺放了陳彥霖、周梓樂等多名不幸死亡或失蹤的年輕人照片。

### 美國
8月30日，紐約華人組織「NY4HK」在聯合廣場公園架設太子站模型，約有150名市民身穿黑衣獻花憑弔。「三藩市香港人公海」在三藩市鄰近城市紅木城舉行悼念活動，有人高舉大型白紙在廣場站立，約有90人參加。
而在三藩市紅木城（Redwood City）舉行的悼念活動中，「三藩市香港人公海」成員高舉白紙板走進廣場，其後有更多參加者手持白紙加入，喻意白色恐怖正在香港蔓延，自由不斷遭到蠶蝕。活動進行其間曾發生小插曲，有疑似中國裔人士開車經過現場時高聲謾罵、挑釁，集會民眾就高呼FREE HK及其他口號回應。 

### 英國

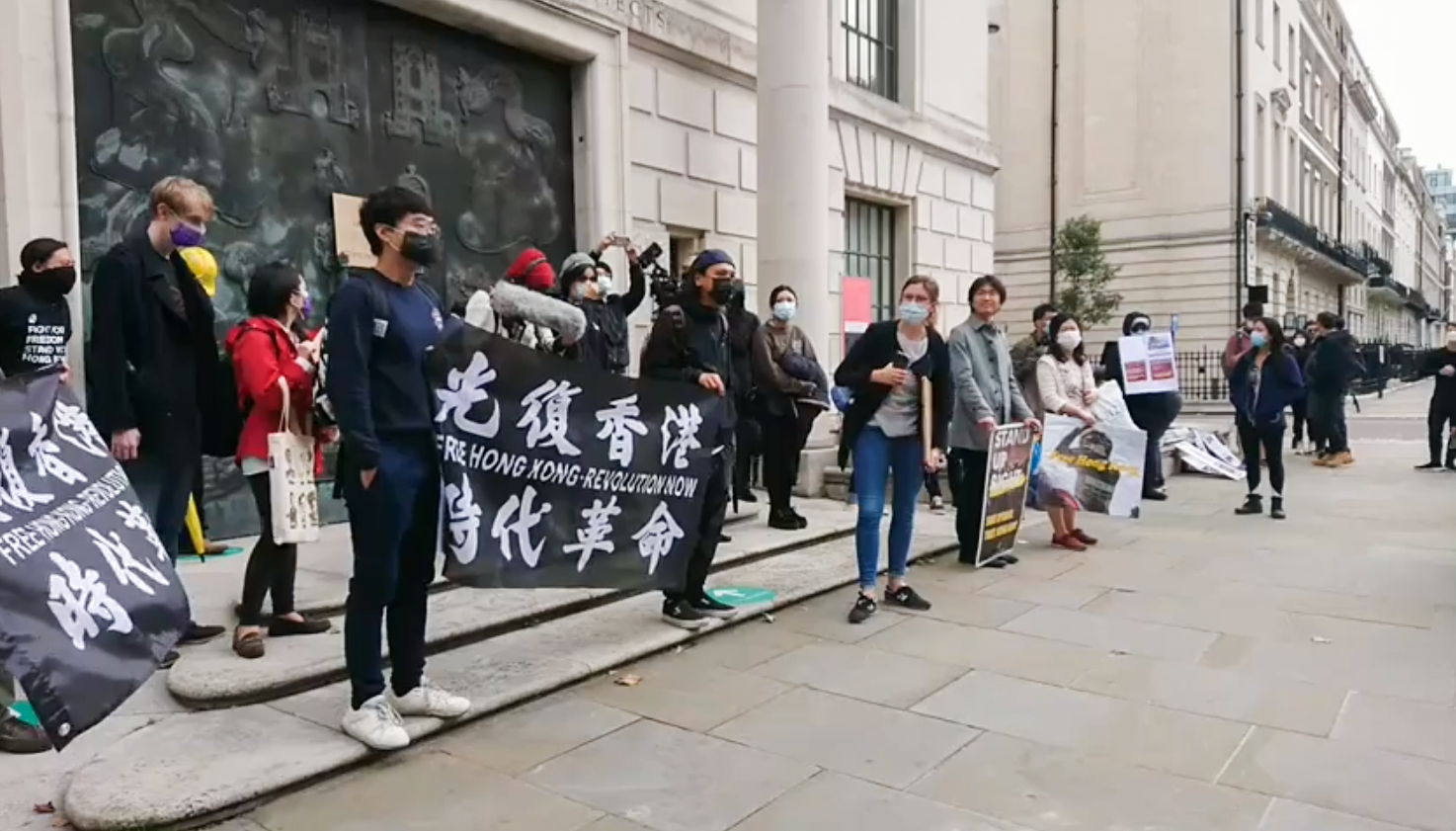
英國倫敦中國駐英國大使館外的示威

國際關注人權團體「Now！」在英國時間中午，於倫敦中國駐英國大使館外示威聲援香港，並擺放8.31事件的文宣。集會有約100人出席，其中8.31事件中被控暴動罪的王茂俊，被中國「行政拘留」的前英國駐港領事館職員鄭文傑和「香港監察」主席、英國保守黨成員均有到場參與。部分人步行至皮卡迪利圓環繼續示威，以風笛演奏《願榮光歸香港》和高舉「光復香港，時代革命」的旗幟。
在曼徹斯特，有人展示一幅約10米長，由流亡藝術家創作的抗爭畫作，有身穿黑衣的人士派發傳單講解香港情況和設置連儂牆。

### 日本
組織「Stand with HK@JPN」晚上於東京新宿站外上演街頭劇，模仿襲擊事件當日速龍小隊成員衝入太子站後毆打示威者及其他乘客的場面。包括一男一女在車廂內被警員打時跪地求饒一幕、警員捉住黑衣人要求他跪地面壁，及義務急救員在太子站外要求入內救援但被警方拒絕一刻。片段中更播放了市民的慘叫聲、救護員哀求聲及港鐵車廂內的廣播聲等。

### 台灣
台北「保護傘餐廳」外和高雄中央公園站外有人發起「831挺香港人鏈活動」。在台北，約300人在俗稱「保護傘巷口」的新生南路外，在寫有「Stand with HK」、「Stand with Democracy」的旗幟前手拉手，部分人更自製標語，呼籲政府庇護因受政治打壓而偷渡來台的港人。而高雄有百多名港人和數十名台灣籍學生參與。主辦高雄活動的「維多利打狗」在臉書專頁上指出，「『831』是香港人不能忘記也不敢忘記的日子，……是警察完全泯滅人性的開始，……直到今天真相仍然不得而知，但香港人會把這些記憶的碎片永遠記住，直到極權倒下的一天。」
而在台中，由學生鄭益瑄主辦的人鍊活動於台中火車站前廣場舉行，吸引約60多位民眾到場參與，他們手持標語、燭光，站成一排形成人鍊，希望給香港力量。